# 青堀駅

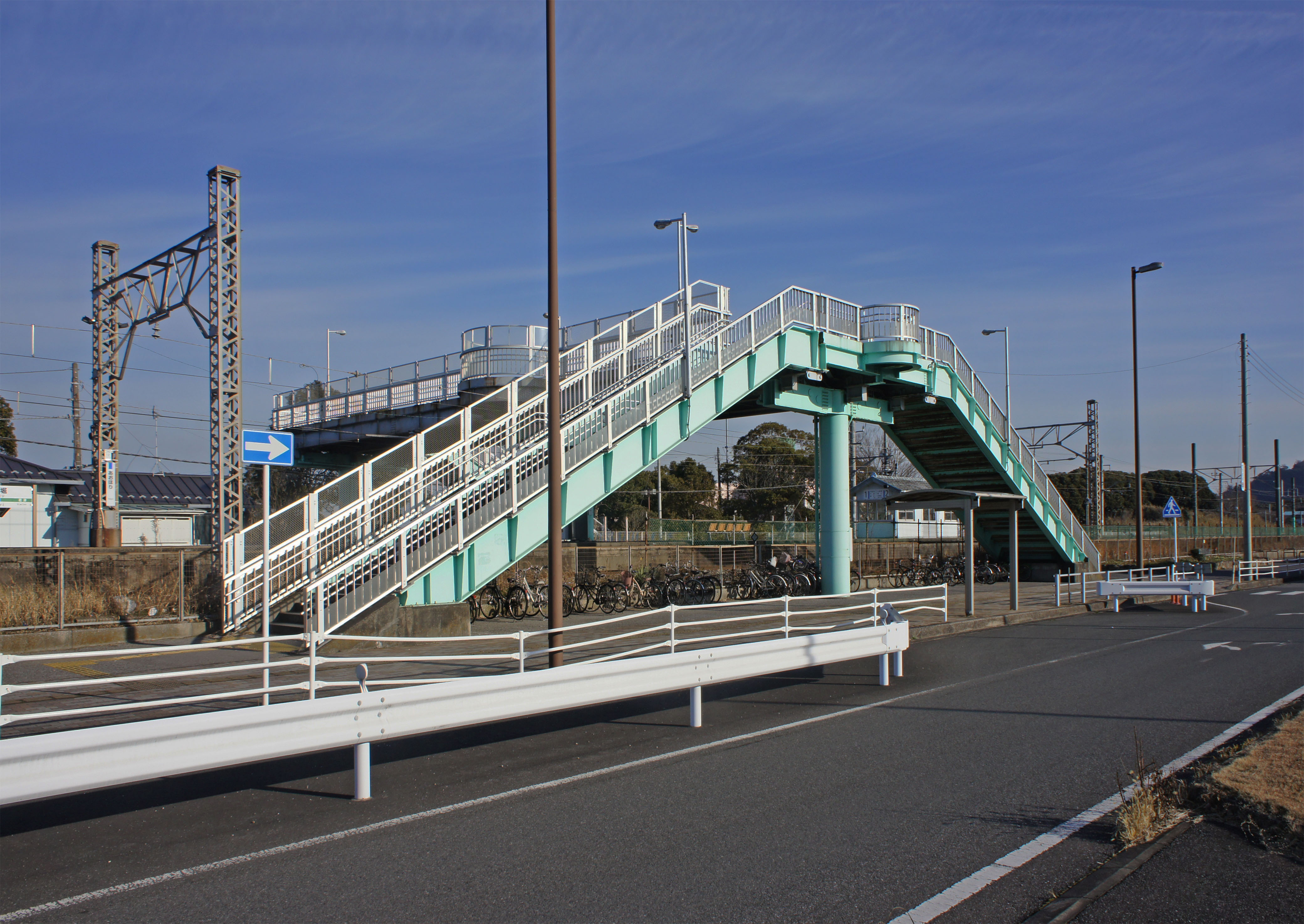
駅南側連絡橋（2022年2月）

青堀駅（あおほりえき）は、千葉県富津市大堀にある、東日本旅客鉄道（JR東日本）内房線の駅である。

## 歴史
- 1915年（大正4年）1月15日：鉄道院木更津線の駅として開設[1]。
- 1919年（大正8年）5月24日：路線名改称により、北条線の駅となる[1]。
- 1929年（昭和4年）4月15日：北条線が房総線に編入され、同線の駅となる[1]。
- 1933年（昭和8年）4月1日：房総線蘇我 - 安房鴨川間が房総西線として分離され、同線の駅となる[1]。
- 1969年（昭和44年）10月1日：貨物取扱廃止[2]。
- 1972年（昭和47年）7月15日：路線名改称により、内房線の駅となる[1]。
- 1987年（昭和62年）4月1日：国鉄分割民営化に伴い、東日本旅客鉄道（JR東日本）の駅となる[1]。
- 2006年（平成18年）4月1日：この日限りでみどりの窓口の営業終了、「もしもし券売機Kaeruくん」が設置される[3]。
- 2009年（平成21年）3月14日：ICカード「Suica」の利用が可能となる[4]。東京近郊区間に組み込まれる[4]。
- 2012年（平成24年）3月23日：「もしもし券売機Kaeruくん」の営業を終了。当駅での営業終了をもって「Kaeruくん」は完全に廃止された。

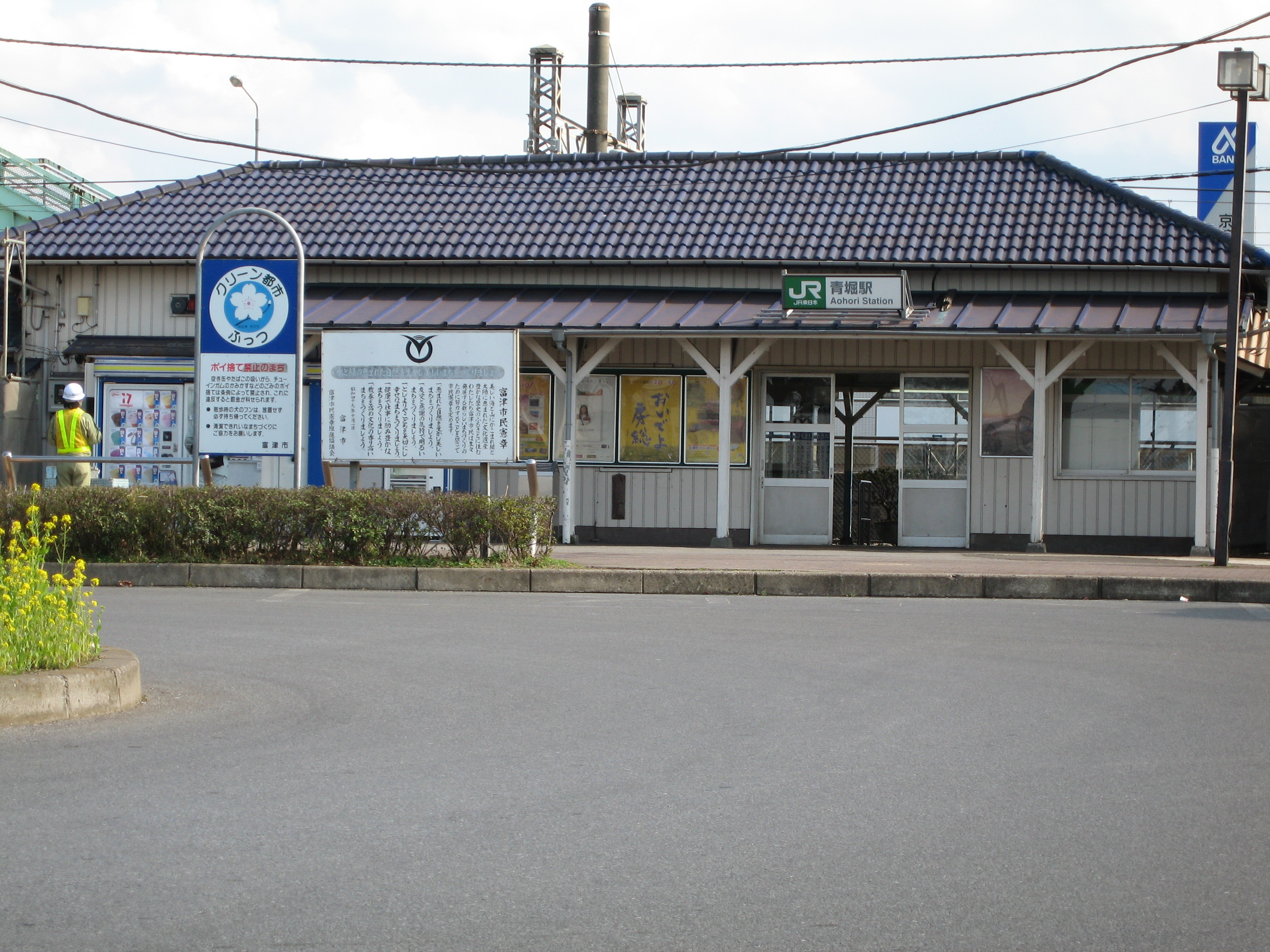
塗装前の駅舎（2007年2月）

## 駅構造
島式ホーム1面2線を有する地上駅である。ホームは嵩上げされていない。駅舎とホームは跨線橋で連絡している。木造駅舎を有する。
木更津統括センター（君津駅）管理のJR東日本ステーションサービスが駅業務を受託する業務委託駅である。自動券売機2台（どちらもSuica対応）、簡易Suica改札機が設置されている。トイレは男女別の水洗式。
国鉄時代は貨物取扱もあり、駅舎の脇（君津寄り）に貨物用ホームが存在していた。また、ホームを挟んだ反対側にも機回し線と思われる線路が存在していた。現在は共に撤去されており貨物ホームのあった場所付近に線路を渡るための跨線橋が設置され、機回線跡も自転車駐輪場として整備された。
また、戦前は大日本帝国陸軍陸軍技術本部の富津試験場（旧・東京湾要塞富津元洲堡塁跡、現・千葉県立富津公園）への軍用引込線が分岐していた。太平洋戦争開戦前に満州の虎頭要塞へ転用されるまで、九〇式二十四糎列車加農が富津試験場に配備され、移動や試射等で当引込線を使用していた。

### のりば
| 番線 | 路線    | 方向 | 行先                   |
| ---- | ------- | ---- | ---------------------- |
| 1    | ■内房線 | 上り | 木更津・千葉・東京方面 |
| 2    | ■内房線 | 下り | 館山・安房鴨川方面     |

（出典：JR東日本:駅構内図）
- 信号設備上、1・2番線いずれも両方面からの到着及び出発が可能である。
- 上記設備を用いて臨時列車が当駅にて折り返しを行うことがある。
- ホームは11両編成までに対応する。

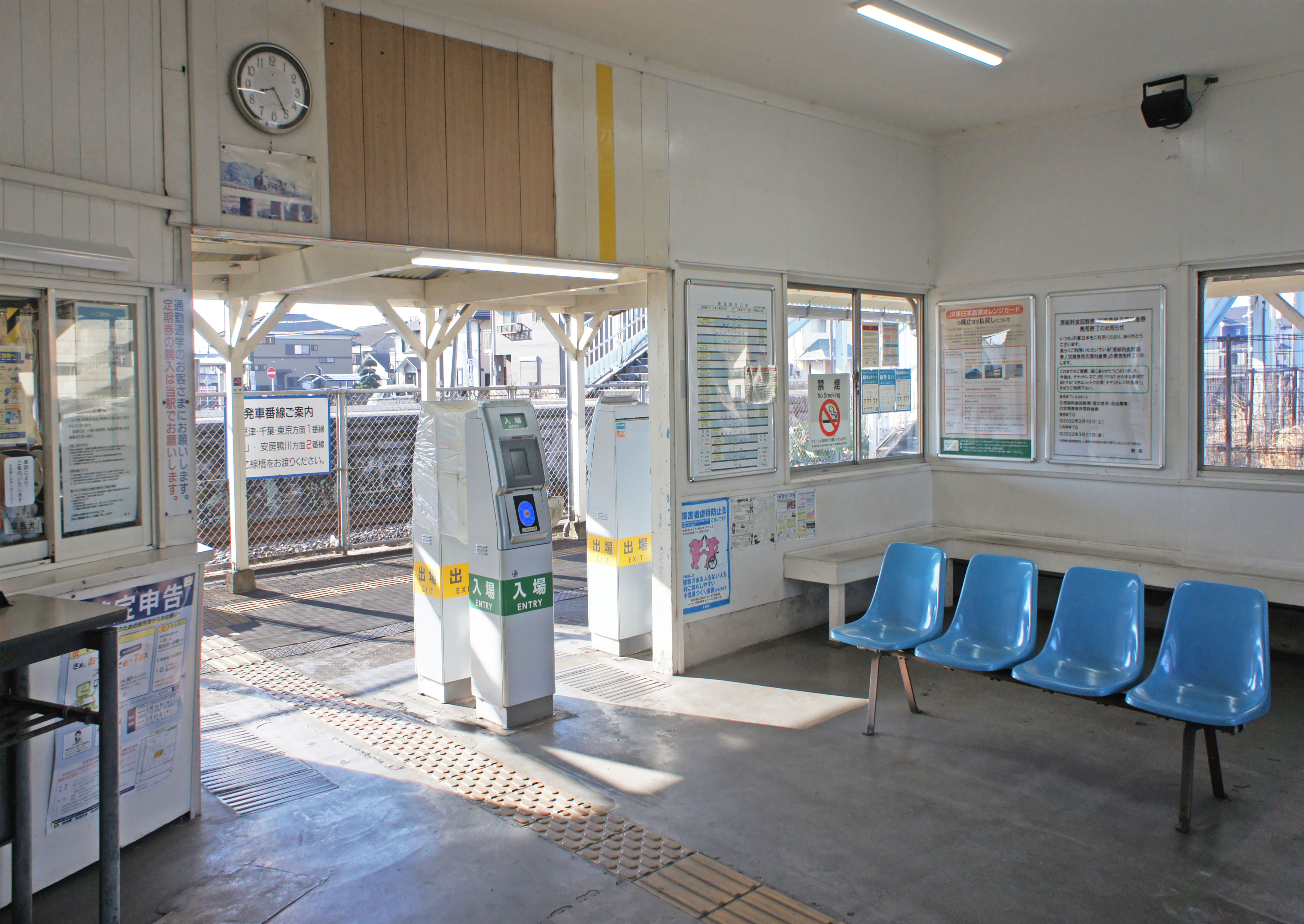
改札口（2022年2月）
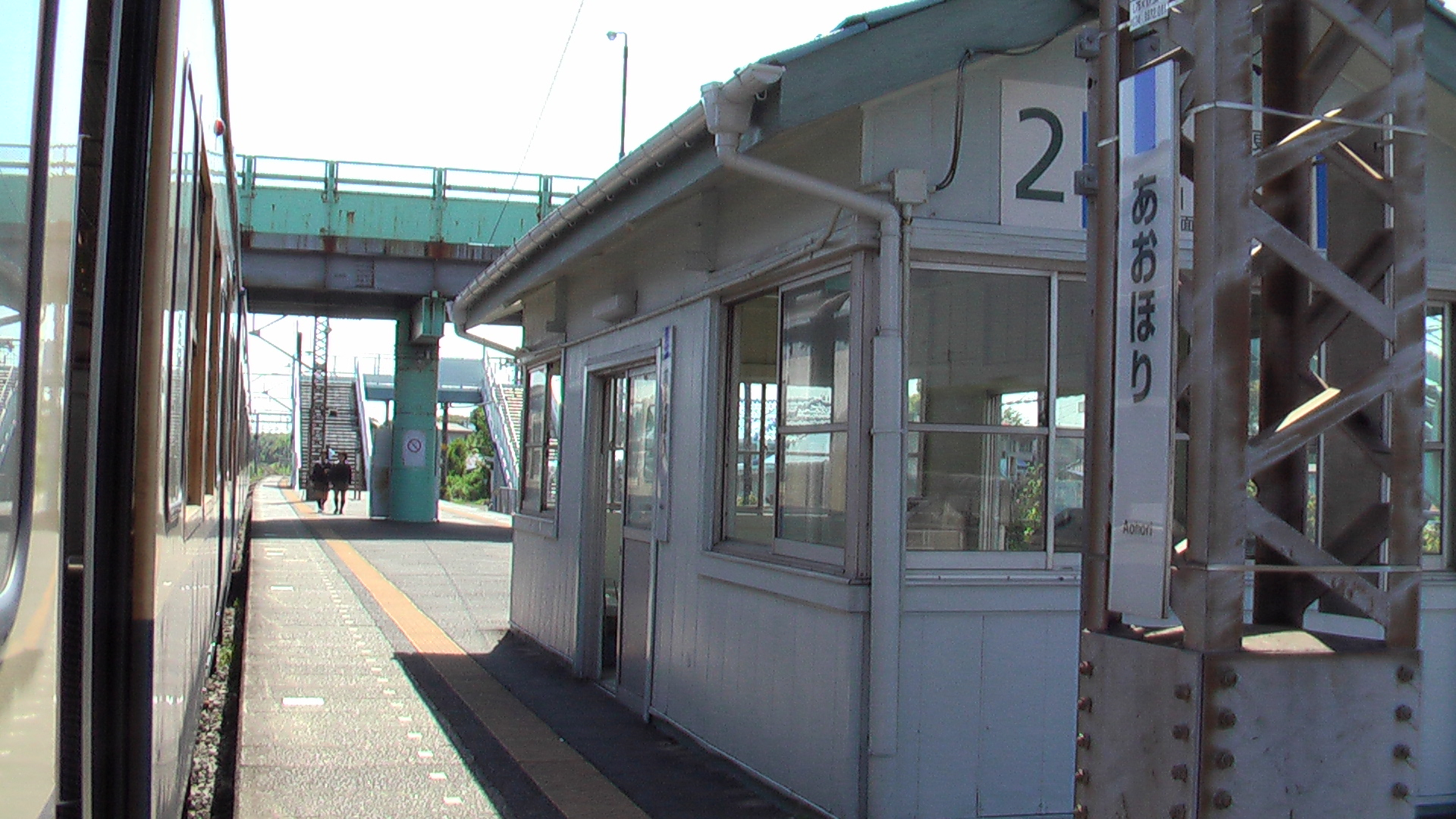
待合室（2008年5月）
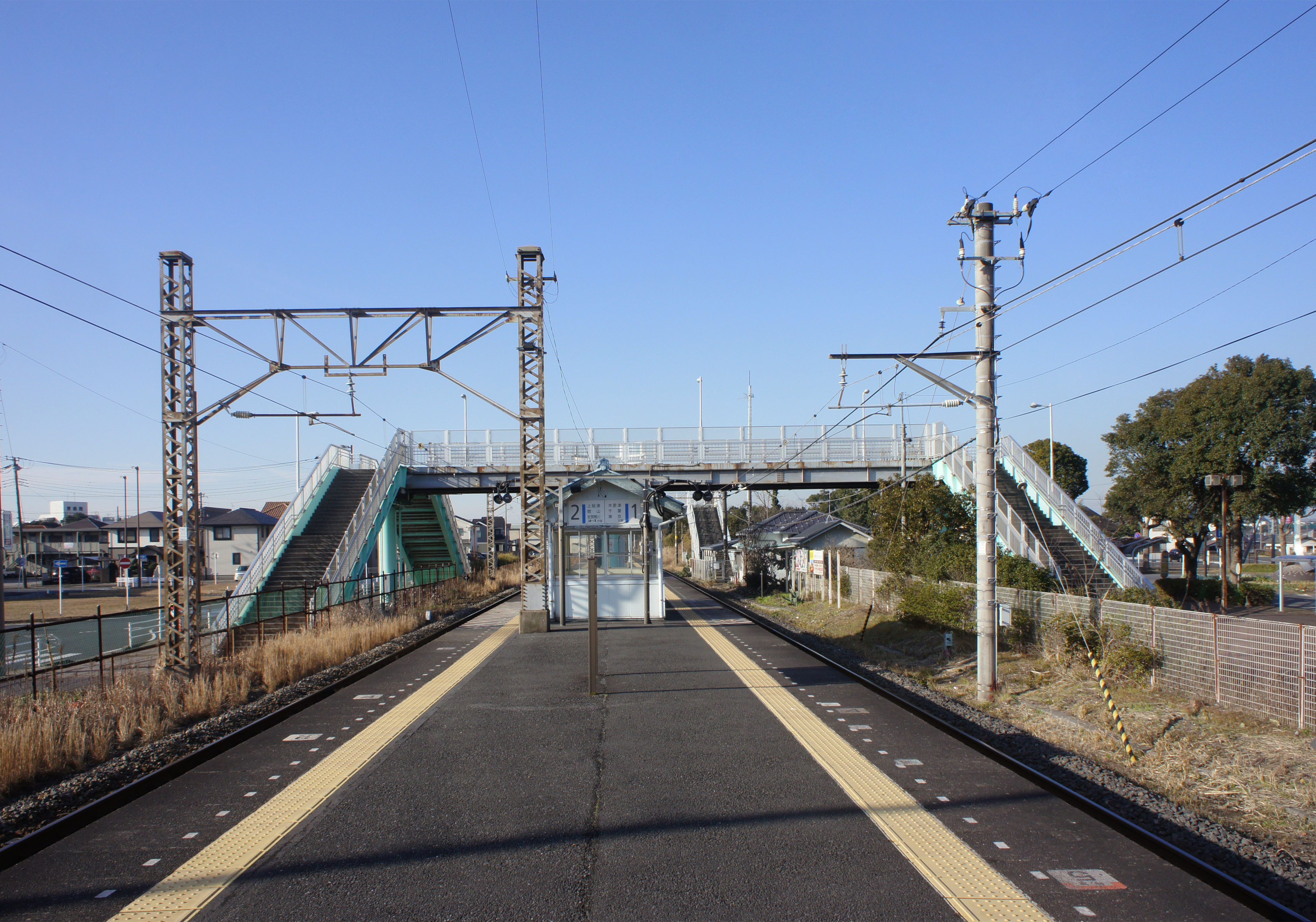
ホーム（2022年2月）

## 利用状況
2023年度（令和5年度）の1日平均乗車人員は1,302人である。
JR東日本および千葉県統計年鑑によると、1990年度（平成2年度）以降の1日平均乗車人員の推移は以下の通り。
| 年度               | 1日平均 乗車人員 | 出典     |
| ------------------ | ---------------- | -------- |
| 1990年（平成02年） | 2,357            | [ * 1 ]  |
| 1991年（平成03年） | 2,449            | [ * 2 ]  |
| 1992年（平成04年） | 2,543            | [ * 3 ]  |
| 1993年（平成05年） | 2,555            | [ * 4 ]  |
| 1994年（平成06年） | 2,435            | [ * 5 ]  |
| 1995年（平成07年） | 2,298            | [ * 6 ]  |
| 1996年（平成08年） | 2,184            | [ * 7 ]  |
| 1997年（平成09年） | 2,065            | [ * 8 ]  |
| 1998年（平成10年） | 2,038            | [ * 9 ]  |
| 1999年（平成11年） | 1,978            | [ * 10 ] |
| 2000年（平成12年） | 1,909            | [ * 11 ] |
| 2001年（平成13年） | 1,838            | [ * 12 ] |
| 2002年（平成14年） | 1,730            | [ * 13 ] |
| 2003年（平成15年） | 1,651            | [ * 14 ] |
| 2004年（平成16年） | 1,623            | [ * 15 ] |
| 2005年（平成17年） | 1,572            | [ * 16 ] |
| 2006年（平成18年） | 1,589            | [ * 17 ] |
| 2007年（平成19年） | 1,615            | [ * 18 ] |
| 2008年（平成20年） | 1,636            | [ * 19 ] |
| 2009年（平成21年） | 1,619            | [ * 20 ] |
| 2010年（平成22年） | 1,606            | [ * 21 ] |
| 2011年（平成23年） | 1,525            | [ * 22 ] |
| 2012年（平成24年） | 1,519            | [ * 23 ] |
| 2013年（平成25年） | 1,525            | [ * 24 ] |
| 2014年（平成26年） | 1,480            | [ * 25 ] |
| 2015年（平成27年） | 1,536            | [ * 26 ] |
| 2016年（平成28年） | 1,574            | [ * 27 ] |
| 2017年（平成29年） | 1,530            | [ * 28 ] |
| 2018年（平成30年） | 1,520            | [ * 29 ] |
| 2019年（令和元年） | 1,473            | [ * 30 ] |
| 2020年（令和02年） | 1,113            |          |
| 2021年（令和03年） | 1,182            |          |
| 2022年（令和04年） | 1,236            |          |
| 2023年（令和05年） | 1,302            |          |

## 駅周辺
駅前にロータリーが整備されており、タクシーの待合室がある。駅前には国道16号が通り、東側約550メートル先の大堀中央交差点で千葉県道157号大貫青堀線と交わる。湾岸沿いに大型商業施設や工場が点在する。駅出入口反対側は内裏塚古墳群が広がる。駅近隣の小糸川を境に君津市となる。
- 富津市役所富津連絡所
- 富津市立富津中学校
- 富津市立富津小学校
- 富津市立青堀小学校
- 富津市立飯野小学校
- 青堀郵便局
- 富津火力発電所
- 富津市市民ふれあい公園
- 富津陸上競技場
- 富津海岸（潮干狩り）
- 青堀温泉（植物性の黒湯が特長）
- TEPCO新エネルギーパーク（営業休止中）
- 富津埋立記念館
- 内裏塚古墳群
- 内裏塚古墳
- 三条塚古墳
- 飯野陣屋跡
- イオンモール富津
- ランドロームフードマーケット富津店
- カインズ富津店
- クリエイトSD富津青木店
- カワチ薬品富津店
- 千葉県立富津公園（駅前から日東交通バスの連絡あり）

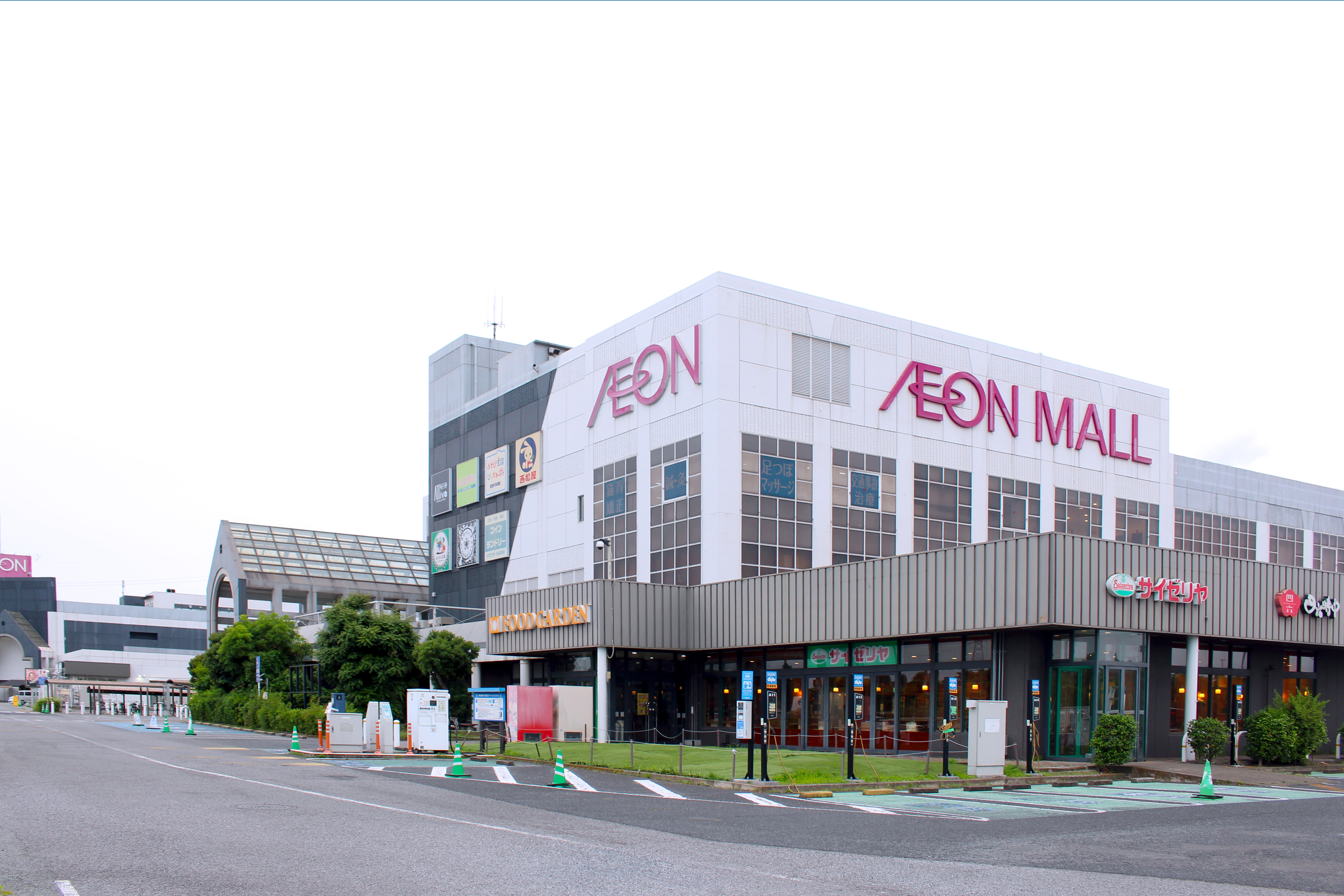
イオンモール富津
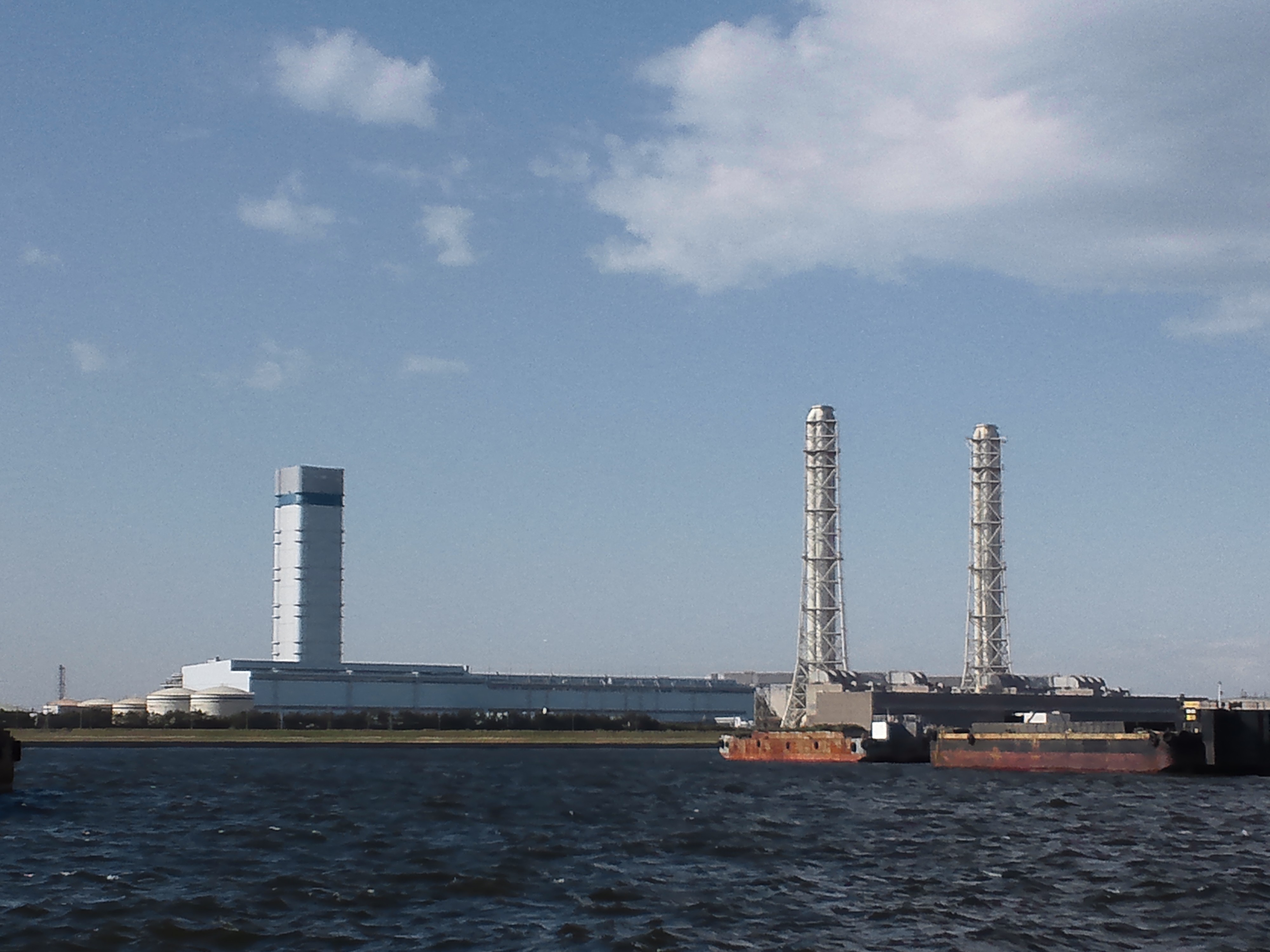
富津火力発電所
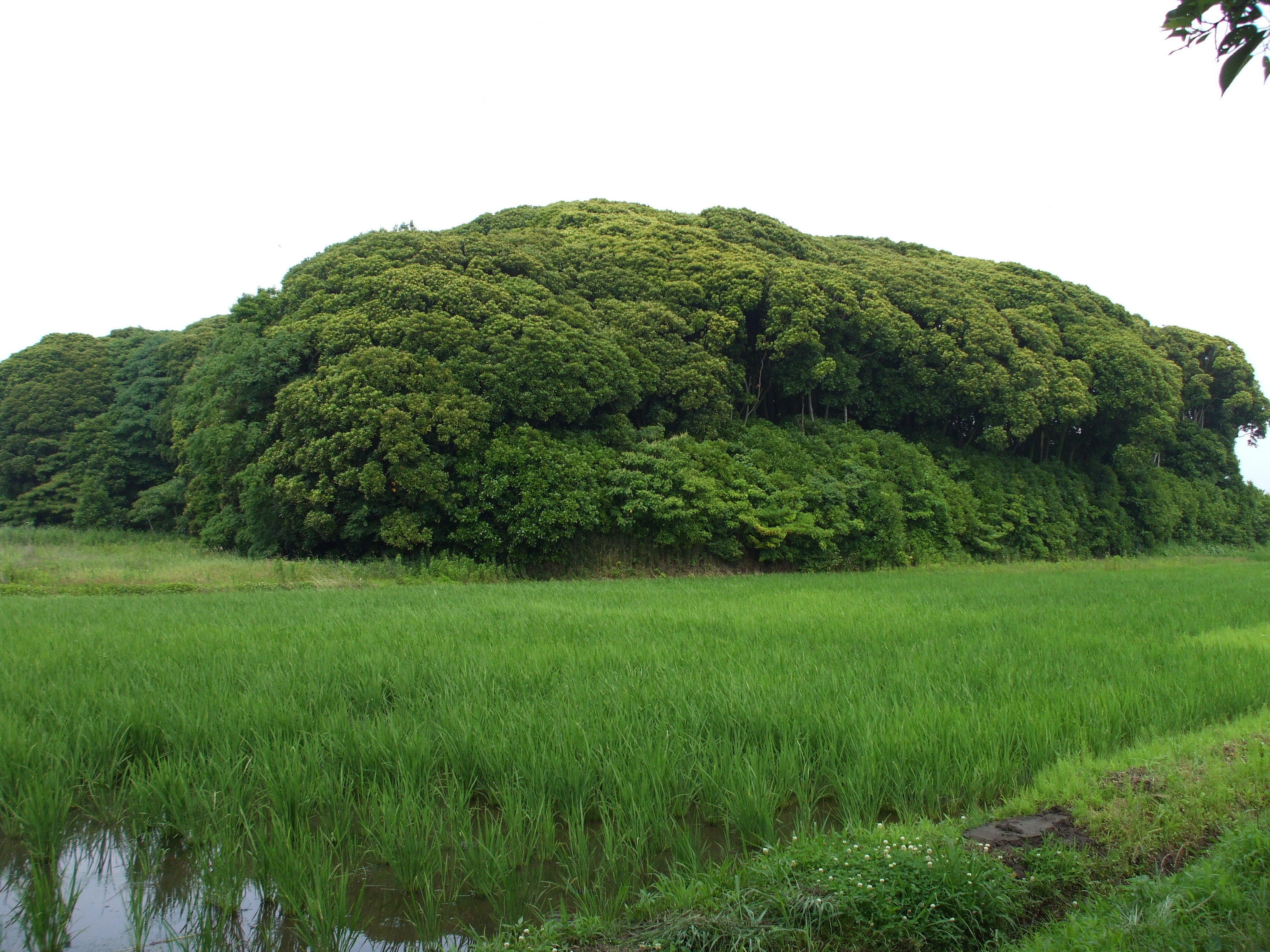
内裏塚古墳群

## バス路線
「青堀駅」停留所にて、日東交通、京成バス（高速バス）の路線が発着する。
- 木更津駅西口行
- 富津公園行
- 君津駅北口行
- 君津駅南口行
- イオンモール富津行
- 大貫駅行
- 高速バス：バスターミナル東京八重洲・東雲車庫行

## 隣の駅
東日本旅客鉄道（JR東日本）
■内房線
■普通（各駅停車）
君津駅 - 青堀駅 - 大貫駅

### 記事本文
1. 1 2 3 4 5 6 7  曽根悟（監修） 著、朝日新聞出版分冊百科編集部 編『週刊 歴史でめぐる鉄道全路線 国鉄・JR』 31号 内房線・外房線・久留里線、朝日新聞出版〈週刊朝日百科〉、2010年2月21日、14-15頁。
2. ↑  石野哲（編）『停車場変遷大事典 国鉄・JR編 Ⅱ』JTB、1998年、618頁。ISBN 978-4-533-02980-6。
3. ↑  “みどりの窓口リストラ”. 朝日新聞 (朝日新聞社):  p. 23 夕刊. (2006年7月11日)
4. 1 2  『Suicaをご利用いただけるエリアが広がります。』（PDF）（プレスリリース）東日本旅客鉄道、2008年12月22日。オリジナルの2019年5月3日時点におけるアーカイブ。2018年7月8日閲覧。

### 利用状況
1. ↑  千葉県統計年鑑 - 千葉県
2. ↑  富津市統計書 - 富津市

JR東日本の2000年度以降の乗車人員
1. 1 2  各駅の乗車人員（2023年度） - JR東日本
2. ↑  各駅の乗車人員（2000年度） - JR東日本
3. ↑  各駅の乗車人員（2001年度） - JR東日本
4. ↑  各駅の乗車人員（2002年度） - JR東日本
5. ↑  各駅の乗車人員（2003年度） - JR東日本
6. ↑  各駅の乗車人員（2004年度） - JR東日本
7. ↑  各駅の乗車人員（2005年度） - JR東日本
8. ↑  各駅の乗車人員（2006年度） - JR東日本
9. ↑  各駅の乗車人員（2007年度） - JR東日本
10. ↑  各駅の乗車人員（2008年度） - JR東日本
11. ↑  各駅の乗車人員（2009年度） - JR東日本
12. ↑  各駅の乗車人員（2010年度） - JR東日本
13. ↑  各駅の乗車人員（2011年度） - JR東日本
14. ↑  各駅の乗車人員（2012年度） - JR東日本
15. ↑  各駅の乗車人員（2013年度） - JR東日本
16. ↑  各駅の乗車人員（2014年度） - JR東日本
17. ↑  各駅の乗車人員（2015年度） - JR東日本
18. ↑  各駅の乗車人員（2016年度） - JR東日本
19. ↑  各駅の乗車人員（2017年度） - JR東日本
20. ↑  各駅の乗車人員（2018年度） - JR東日本
21. ↑  各駅の乗車人員（2019年度） - JR東日本
22. ↑  各駅の乗車人員（2020年度） - JR東日本
23. ↑  各駅の乗車人員（2021年度） - JR東日本
24. ↑  各駅の乗車人員（2022年度） - JR東日本

千葉県統計年鑑
1. ↑  千葉県統計年鑑（平成3年）
2. ↑  千葉県統計年鑑（平成4年）
3. ↑  千葉県統計年鑑（平成5年）
4. ↑  千葉県統計年鑑（平成6年）
5. ↑  千葉県統計年鑑（平成7年）
6. ↑  千葉県統計年鑑（平成8年）
7. ↑  千葉県統計年鑑（平成9年）
8. ↑  千葉県統計年鑑（平成10年）
9. ↑  千葉県統計年鑑（平成11年）
10. ↑  千葉県統計年鑑（平成12年）
11. ↑  千葉県統計年鑑（平成13年）
12. ↑  千葉県統計年鑑（平成14年）
13. ↑  千葉県統計年鑑（平成15年）
14. ↑  千葉県統計年鑑（平成16年）
15. ↑  千葉県統計年鑑（平成17年）
16. ↑  千葉県統計年鑑（平成18年）
17. ↑  千葉県統計年鑑（平成19年）
18. ↑  千葉県統計年鑑（平成20年）
19. ↑  千葉県統計年鑑（平成21年）
20. ↑  千葉県統計年鑑（平成22年）
21. ↑  千葉県統計年鑑（平成23年）
22. ↑  千葉県統計年鑑（平成24年）
23. ↑  千葉県統計年鑑（平成25年）
24. ↑  千葉県統計年鑑（平成26年）
25. ↑  千葉県統計年鑑（平成27年）
26. ↑  千葉県統計年鑑（平成28年）
27. ↑  千葉県統計年鑑（平成29年）
28. ↑  千葉県統計年鑑（平成30年）
29. ↑  千葉県統計年鑑（令和元年）
30. ↑  千葉県統計年鑑（令和2年）